# Peruri
Peruri es un núcleo de población español del municipio de Lejona, perteneciente a la provincia de Vizcaya, en la comunidad autónoma del País Vasco.

## Historia
Hacia mediados del siglo XIX, el lugar, un barrio ya por entonces perteneciente a Lejona, tenía contabilizada una población de 93 habitantes. Aparece descrito en el duodécimo volumen del Diccionario geográfico-estadístico-histórico de España y sus posesiones de Ultramar de Pascual Madoz con las siguientes palabras:

PERURI: barrio en la prov. de Vizcaya, part. jud. de Bilbao y térm. jurisd. de Lejona. Tiene 16 casas, 19 vec., 93 almas.
(Madoz, 1849, p. 819)

En 2023, el núcleo de población tenía empadronados 96 habitantes.